# Penészlek
Penészlek község Szabolcs-Szatmár-Bereg vármegyében, a Nyírbátori járásban.

## Fekvése
A Nyírség délkeleti csücskében fekszik, a megyeszékhely Nyíregyházától mintegy 67 kilométer távolságra, közvetlenül a román határ mellett.
A szomszédos települések a határ magyar oldalán: északkelet felől Ömböly, észak felől Nyírbéltek, délnyugat felől pedig Fülöp. Határszéle délen és keleten, összesen mintegy 9 kilométer hosszan egybeesik az államhatárral; a legközelebbi szomszédos települések a határ túloldalán: kelet felől Piskolcliget, délkelet felől pedig Érkörtvélyes.
Éghajlata a mérsékelten hűvös és a mérsékelten meleg határán van. Az évi napsütéses órák száma mintegy 2000 óra, a középhőmérséklet 9,6–9,8 °C, az átlagos csapadékösszeg 560–590 milliméter. Az uralkodó szélirány az északkeleti.
Erdőtársulásaira az akác, a nemes nyár és a fenyő jellemző: kisebb területet borítanak a tölgyesek, a lágy lombúak és a hazai nyárak. Növénytársulásait főként homokpuszta-rétek, magyar kökörcsin, réti angyalgyökér alkotják. Talajai: futóhomok, humuszos homok és lápos réti talajok.

### Megközelítése
Csak közúton közelíthető meg, a Nyírbátor-Nyírábrány közti 4906-os úton. Az ország távolabbi részei felől – a megközelítés irányától függően – vagy a 48-as főútról Nyírábránynál, vagy a 471-es főútról Nyírbátornál letérve közelíthető meg a legegyszerűbben. Belterületét a 4906-os út épp csak súrolja, központjába a 49 125-es számú mellékút vezet.
Vasútvonal nem érinti, a legközelebbi vasúti csatlakozási lehetőséget a Debrecen–Nyírábrány-vasútvonal Nyírábrány vasútállomása kínálja, nagyjából 15 kilométerre délnyugatra; a Apafa–Mátészalka-vasútvonal és a Nyíregyháza–Mátészalka–Zajta-vasútvonal közös szakaszának Nyírbátor vasútállomása körülbelül 23 kilométerre fekszik északi irányban.

## Története
A Penészlek falunév szláv eredetű; nem lehetetlen, hogy a pleso („tó”) jelentésű szóból képzett Plesbnikból ered, mert a falu határában több nagy tó is volt (Hosszú-víz, Mohos, Pecés-rét, Veres-rét).
Első, kétes említései 1215-ből és 1219-ből származnak. Biztos adat csak 1327-ből van reá, a szomszéd helyek határjárásai során említik az e helyről elnevezett birtokos családot. Úgy tűnik, hogy a kisbirtokos nemesi család a 15. századra kihalt. A 14. században a kisnemesi Penészleki család, a 15. században az Álmosdi Csire János és László és más családok a birtokosai. 1422-ben Álmosdi Csire János kapta meg királyi adományként. Ő sem sokáig bírta, mert 1455-ben Kenderesi János és Kendi László kapta meg. A 16. század végén Lónyay László birtoka, de a Rákócziaknak is volt joga hozzá, mert 1607-ben Rákóczi Zsigmond megerősítette az 1585-ben Lónyayaknak adott királyi adományt. 1607-ben Rákóczi Zsigmond fejedelem Rhédey Ferencnek adományozta. 1647-ben a törökök feldúlták, és 1675-ben – legalábbis egy része – még pusztán állott. Ekkor már nagyobb részét Lónyay Mária révén gr. Csáky István bírta, a Csáky – örökség a század végén br. Palocsay Istvánné Csáky Borbálával a Palocsayakra, majd a Károlyiakra szállott. A Károlyiak még egy korábbi királyi adománylevéllel a Rákóczi-részekre is igényt tarthattak. A 18. század végén a Rhédey család mellett a máriapócsi bazilita rend, a gr. Keglevich, a Winkler és Bernáth család volt a földesura, mind királyi adomány révén. Birtokosai kárpát-orosz telepesekkel népesítették be. A 19. század elején birtoka volt itt a máriapócsi Bazilita- rendnek, később a gróf Keglevich, Bernáth, Irinyi és Winkler családoknak.
A jobbágyfelszabadulás körül 1096 lakosa volt.
Határába olvadt be az 1507-ben említett Mácsatelke és Tóttelke, de a határnevek már kivesztek az emlékezetből.
Penészlek középkori lakossága túlnyomórészt magyar volt, de mellettük szláv származásúak is éltek a faluban. A későbbi századokban jelentős számban telepedtek be rutének. Az 1773. évi összeírás rutén falunak említi. A rutének Munkács vidékéről jöttek Kosztovics Tódor vezetésével. A lakosok anyanyelvüket sokáig megőrizték, az 1964. évi gyűjtés idején még találkoztak ruténul tudó idős emberekkel.
Fekvésénél fogva a középkorban négy megyéhez is tartozott: Középszolnok, Bihar Szatmár és Szabolcs vármegyékhez. Penészleket 1919-ben csatolták Szabolcs vármegyéhez, azelőtt a Nagykárolyi járás része volt. 1924-től a Szabolcs és Ung közigazgatásilag egyesített vármegyék Mátészalkai járásához tartozott. 1938–1945 között a Szatmár vármegyei Nagykárolyi járáshoz sorolták. 1945–1950 között a megyék közötti terület-átcsatolások következtében Szabolcs vármegyéhez került. 1971 után a tanácsrendszer bevezetésével önálló tanácsú község lett.

## Közélete

### Polgármesterei
- 1990–1994: Izsák Győző (független)[3]
- 1994–1998: Klenik Sándorné (független)[4]
- 1998–2002: Klenik Sándorné (független)[5]
- 2002–2006: Klenik Sándorné (független)[6]
- 2006–2010: Kuprák József (független)[7]
- 2010–2014: Klenik Sándorné (Fidesz-KDNP)[8]
- 2014–2019: Klenik Sándorné (Fidesz-KDNP)[9]
- 2019–2024: Klenik Sándorné (Fidesz-KDNP)[10]
- 2024– : Biró Péter (független)[1]

A településen a 2024. június 9-i polgármester-választás igen szoros eredményt hozott, mivel a hivatalban lévő polgármester asszony mindössze 12 szavazattal szerzett többet egyetlen kihívójánál, és utóbbi fellebbezésének helyt adva a területi választási bizottság elrendelte a választás megismétlését. A július 7-én megtartott, megismételt választáson pedig megfordult az eredmény, mert a független Biró Péter nyerte el a szavazatok többségét, a korábbihoz képest csaknem háromszoros – 33 szavazatnyi – különbséggel.

## Népesség
A település népességének változása:
| Lakosok száma | 978  | 985  | 1037 | 962  | 945  | 913  | 912  |
|               | 2013 | 2014 | 2015 | 2021 | 2022 | 2023 | 2024 |

2001-ben a település lakosságának 98%-a magyar, 2%-a cigány nemzetiségűnek vallotta magát.
A 2011-es népszámlálás során a lakosok 99,8%-a magyarnak, 4,2% cigánynak, 0,5% románnak, 0,2% ukránnak mondta magát (0,2% nem nyilatkozott; a kettős identitások miatt a végösszeg nagyobb lehet 100%-nál). A vallási megoszlás a következő volt: római katolikus 15,9%, református 10,4%, görögkatolikus 64,5%, felekezeten kívüli 1,8% (7,1% nem válaszolt).
2022-ben a lakosság 84,7%-a vallotta magát magyarnak, 0,5% románnak, 0,4% ukránnak, 0,2-0,2% németnek, bolgárnak, szerbnek és cigánynak, szlováknak, 0,1-0,1% örmények, horvátnak, szlováknak és szlovénnek, 1% egyéb, nem hazai nemzetiségűnek (15,3% nem nyilatkozott; a kettős identitások miatt a végösszeg nagyobb lehet 100%-nál). Vallásuk szerint 2,6% volt római katolikus, 2,5% református, 70,7% görög katolikus, 0,1% ortodox, 2,1% felekezeten kívüli (21,8% nem válaszolt).

## Nevezetességei
- Görögkatolikus templom – Közép-Európa legnagyobb belső terű templomépülete. Takács István mezőkövesdi templomi festőművész készítette a templom freskóit, amit később az akkori segédje, id. Dudás János mezőkövesdi festő javított ki, mivel az egy tűzeset oltásának alkalmával a nagy vízmennyiségtől megrongálódott.
- Helytörténeti gyűjtemény.

## Híres szülöttei
- Usztics Mátyás (1949–2017) színművész, rendező, szinkronszínész
- Dankó Szilvia énekesnő
- Vida Jenny énekesnő
- Mátyus Arnold zenei producer, előadó

## Külső hivatkozások
- Egy szabolcsi portálon
- Penészlek Önkormányzatának honlapja